# Заморський Ігор Іванович
Замо́рський І́гор Іва́нович (нар. 27 вересня 1967, Чернівці) — український вчений-фізіолог і педагог, доктор медичних наук, професор (2003).

## Життєпис
В 1990 році закінчив Чернівецький медичний інститут.
У 1994 році закінчив аспірантуру при кафедрі нормальної фізіології цього ВНЗ, після чого захистив кандидатську дисертацію на тему «Участь перегородки мозку в регуляції біоритмологічних змін структури і функції сім'яників білих щурів» (Київ, 1995).
Був лауреатом стипендії Кабінету Міністрів України для молодих учених (1996–1998 роки).
Докторську дисертацію на тему «Фотоперіодичний компонент механізмів адаптації до гострої гіпоксії» захистив в Інституті фізіології ім. О. О. Богомольця (м. Київ) у 2000 році.
З 2002 — завідувач кафедри фармакології Буковинського державного медичного університету.
Вивчає фотоперіодичну організацію організму, її роль у регуляції адаптаційних механізмів за умов дії гострих стресорів, зокрема гіпоксії, розробляє шляхи фармакологічної корекції фотоперіодичних десинхронозів.
Автор та співавтор понад 270 наукових праць, серед них п'ять монографій, три винаходи, сім посібників, один підручник.
Підготував п'ять кандидатів медичних і фармацевтичних наук.

## Праці
- Фотоперіодичні зміни системи глутатіону мозку за гострої гіпоксії // УБЖ. 1998. — Т. 70, № 6
- Влияние мелатонина на содержание циклических нуклеотидов и интенсивность ПОЛ в гиппокампе и габенуле головного мозга крыс при острой гипоксии // Бюл. эксперим. биологии и медицины. 2000. — Т. 130, № 8(рос.)
- Нейроендокринна регуляція хроноритмів функцій нирок у ссавців. — Чернівці, 2005
- Протигрибкові засоби: Навч. посіб. Чернівці, 2006.